# Jérôme Bouvier (chercheur)
Pour les articles homonymes, voir Jérôme Bouvier et Bouvier.
Jérôme Bouvier est un chercheur français en astrophysique entré au Centre national de la recherche scientifique en 1988. Directeur de recherche au CNRS, il exerce à l'Institut de planétologie et d'astrophysique de Grenoble.

## Récompenses et distinctions
- Médaille d'argent du CNRS (2011)[3]